# Lidocain
Lidocaine, tên khác: xylocaine và lignocaine, là một loại thuốc gây tê cục bộ. Nó cũng được sử dụng để điều trị nhịp tim thất trái và thực hiện gây tê thần kinh. Lidocaine trộn với một lượng nhỏ adrenaline (epinephrine) cho phép gây tê liều cao hơn, bớt chảy máu hơn, và gây tê với thời gian lâu hơn. Khi được sử dụng như thuốc tiêm, lidocaine thường bắt đầu có hiệu lực trong vòng bốn phút và kéo dài trong nửa giờ đến ba giờ. Hỗn hợp lidocaine cũng có thể xoa trực tiếp lên da hoặc niêm mạc để gây tê trực tiếp cục bộ.
Các phản ứng phụ thường gặp khi tiêm tĩnh mạch bao gồm buồn ngủ, co giật, nhầm lẫn, thay đổi thị lực, tê, ngứa, và nôn mửa. Nó có thể làm giảm huyết áp và làm loạn nhịp tim. Việc tiêm lidocaine vào khớp có thể gây ra vấn đề cho sụn. Chất này khá an toàn khi dùng cho phụ nữ mang thai. Với người có bệnh gan có thể phải dùng liều thấp hơn. Lidocaine an toàn cho những người có tiền sử dị ứng với tetracaine hoặc benzocaine. Lidocaine là thuốc chống loạn nhịp tim nhóm Ib. Lidocaine hoạt động bằng cách ngăn chặn các kênh natri và do đó làm giảm tỷ lệ co thắt tim. Khi được sử dụng tại như là một tác nhân gây tê cục bộ, các nơron cục bộ không thể gửi tín hiệu cơn đau tới não.
Lidocaine được phát hiện ra năm 1946 và được bán ra thị trường năm 1948. Chất này nằm trong Danh sách các thuốc thiết yếu của WHO, gồm các thuốc hiệu quả và an toàn nhất trong một hệ thống y tế. Nó hiện là một thuốc gốc với giá không quá đắt. Giá bán buôn của nó trong các nước đang phát triển năm 2014 từ 0,45$ tới 1.05$ cho mỗi liều dùng 20ml.